# アレクセイ・ヤグディン
アレクセイ・コンスタンティーノヴィチ・ヤグディン（ロシア語: Алексе́й Константи́нович Ягу́дин、ロシア語ラテン翻字: Alexei Konstantinovich Yagudin、1980年3月18日 - ）は、ロシアのプロフィギュアスケーター。愛称はリョーシャ。ロシア語発音としては「アリクスィェーイ・カンスタンチーナヴィチュ・ヤグーヂン」が近い。
2002年ソルトレイクシティオリンピック男子シングル金メダリスト。世界選手権3連覇を含む優勝4回。史上初の年間ゴールデンスラムを達成した。

## 人物
1980年3月18日、旧ソビエト連邦のレニングラード（現サンクトペテルブルク）で生まれる。一人っ子。ロシア科学アカデミーのサンクトペテルブルク支部でロボット工学の専門技術者を勤める母と、母の両親とともに、サンクトペテルブルクの「街の中でもいちばん汚い所にあった」アパートで少年時代を過ごした。父はヤグディンが4歳のころに家を出ていき、それ以来対面していない。ヤグディンがソルトレイクシティオリンピックで金メダルをとった後、父から電話がかかってきたが、親子として「心を通じ合わせることはできなかった」という。
スケートを始めたきっかけは、母と伯父がヤグディンになにかスポーツをさせることはできないかと立ち話をしていたときに、フィギュアスケート学校の生徒募集案内を見かけたことだった。当時はアレルギーに苦しめられていて、視力はとても悪かった。勉強にも力を入れさせようという母の方針で、体育学校ではなく公立学校に通い続けて学年トップの成績を維持していた。アレクセイ・ミーシンと同じレスガフド体育大学で文学と言語を専攻し、学位を取得した。
アマチュア引退後は北米で不動産業を営み、成功を収めた。2005年5月、7年間過ごしたアメリカを離れ、故郷であるサンクトペテルブルクに戻った。その後、リムジンサービスの会社を始めた。ロシアのトリノオリンピックペア金メダリストのタチアナ・トトミアニナとの間には2009年11月20日に長女エリザベータが誕生した。。2015年10月2日には、次女ミシェルが誕生した。2016年2月22日、トトミアニナと結婚した。現在は一家でモスクワに在住している。

## 経歴

### ジュニア
4歳でスケートを始めた。12歳までアレクサンドル・マイオーロフのもとでスケートを習い、13歳までに3回転アクセルまでのジャンプを習得した。ソ連の共産主義体制が崩壊すると、政府からの資金提供で成り立っていたスケートクラブは財政難に陥り、マイオーロフコーチは知人からの誘いを受けてスウェーデンに移り住むことになった。ヤグディンは、1992年からマイオーロフの師であるアレクセイ・ミーシンに引き取られ、競技にかかる一切の費用をミーシンが負担する代わりに、将来活躍するようになったら収入の3分の1を支払うという契約を結んだ。当時ミーシンはアレクセイ・ウルマノフにかかりきりで、ヤグディンが1994年世界ジュニア選手権で4位に入ってからも個別指導を受けることはできなかった。
1995-1996シーズン、世界ジュニア選手権で優勝。体調を崩して直前に出場を断念したウルマノフの代わりに出場した欧州選手権では6位に入賞した。

### シニア
1996-1997シーズンからシニアクラスに移行し、ISUグランプリシリーズに参戦。世界選手権では初出場ながら3位に入った。1997-1998シーズン、ラリック杯で、自身競技会では初めてとなる4回転トウループに成功。欧州選手権では初優勝を果たし、賞金で母と祖母と住むアパートを建てた。
1998年、17歳で長野オリンピックに出場。ショートプログラムで4位につけたものの、自身の演技が終わった後に「さっとシャワーを浴びて髪を乾かしもせず」他の選手の演技を見ていたことがもとでひどい風邪をひいてしまった。翌日のフリースケーティングには高熱を出したまま臨んで5位となり、総合順位は5位だった。フリーの際、ミーシンは得点の発表が終わるのを待たずヤグディンをキス・アンド・クライに置き去りにして立ち去った。以後、ヤグディンはミーシンのもとを離れる事を考え続けることとなる。五輪直後の世界選手権には、ヤグディンの回想によると当初ロシアスケート連盟は、長野オリンピック金メダリストイリヤ・クーリックとエフゲニー・プルシェンコの派遣を予定していたが、クーリックが世界選手権出場を辞退したためヤグディンが出場することになった。なお『International Figure Skating』2001年11/12月号と、『Blades on Ice』2003年11/12月号によると、世界選手権への派遣が予定されていた選手は、当初からその年のロシア選手権1位のクーリックと2位のヤグディンで、補欠は3位のプルシェンコだった。ヤグディンはここで初めての世界チャンピオンに輝いた。世界選手権の後、チャンピオンズ・オン・アイスのツアーに参加し、ニューヨークに滞在しているとき、ミーシンがやってきて会談を持ち、別離が決まった。新しいコーチを探していたところ、クーリックのプロ転向によりタチアナ・タラソワのもとに男子の有力選手がいなくなったため、彼女に指導を申し込んで1998年夏の終わりにアメリカへ練習拠点を移した。それから2002年ソルトレークシティオリンピックまで、ヤグディンはプルシェンコとハイレベルな接戦を繰り返し、世界選手権を3連覇（1998年～2000年）などの輝かしい実績を残す。
1998年に初めてアマチュア選手の参加が認められた世界プロ選手権に出場、カート・ブラウニング、トッド・エルドリッジ、ルディ・ガリンドを破り優勝を飾った。1999年、競技シーズン開始前のチャンピオンズ・オン・アイスにおいて、女性スケーターの讒言のためツアー追放の憂き目にあう。また、「とある西側諸国」から移籍・帰化とオリンピック出場に向けた全面援助の申し出を受け、断るという出来事もあった。
2000年から2001年にかけてはたびたび大きな怪我に見舞われた。2000年欧州選手権を前に指輪をはめたまま練習していたところ、4回転ジャンプ着地でボードに手をぶつけ、小指を骨折、脱臼。2000-2001シーズンのGPファイナルは、友人とテニスをしているときにボールを踏んで足首をひねり、痛み止めと包帯を巻いて競技に臨んだ。2001年世界選手権の際は予選で3回転ジャンプが予定していた8回中3回しか決まらず、足の痛みに耐えかねて医師の診察を受けたところ、右足の軟組織を傷めているほか、足の上側の腱が炎症を起こしていることがわかり、棄権を勧められた。コーチを始めヤグディンチームの全員が医師の意見に同意したが、ヤグディンはソルトレイクシティオリンピックのロシア男子出場枠3を確保するべく競技を続行した。足の感覚を麻痺させる注射をSP前日に2本、SP当日に3本打った。フリーでも合計6本の注射を打って2位となり、エキシビションは滑らなかった。
2001-2002シーズン、オリンピックに向けて健康的なライフスタイルの構築を目指し、体重の減量を始めた。しかし無理がたたって練習に支障をきたし、9月のグッドウィルゲームでは、タラソワに「スケートをやめたい」と言うほど散々な出来に終わった。その後、精神分析医・スポーツ心理学者のルドルフ・ザガイノフのサポートにより精神的に回復。引き続きザガイノフの支援を受けるため、主な練習拠点をロシアに戻す。GPファイナルのSPとフリーを1日のうちに滑った翌朝、右臀部に痛みを感じながらも優勝。帰宅後に撮ったレントゲンで異常は見られなかった。ロシア国内選手権は大会1週間前には足首をひねって欠場し、しばらく脚を休めた。年明けに練習を再開すると右臀部の痛みが再発した。オリンピックを目前に控えたころ、臀部の痛みをめぐってタラソワと激しい口論になるが、マネージャーのとりなしで事なきを得る。2002年、ソルトレイクシティオリンピックではSP、フリーともにミスなく滑り優勝。フリーでは4人の審判員から芸術点の満点を得た。世界選手権でも、芸術点で6個、技術点で1個の満点を出して優勝。これで史上初となる年間ゴールデンスラム（GPファイナル・欧州選手権・冬季五輪・世界選手権）達成を含むシーズン全勝を果たした。世界選手権後のツアー中に臀部の痛みが再発し、関節が緩んでいるようだとの診断を受ける。
2002-2003シーズン、スケートアメリカではSP1位に立ったものの、翌日になると歩くのも苦痛に感じるほどの痛みをもよおしフリーを棄権。その後の競技会はすべて出場をキャンセルし、2003年5月にニューヨークの病院でオルソスコープ手術を受けた。競技復帰を目指してトレーニングをしていたが、8月初旬に臀部の痛みが再発。2003年11月のスケートカナダのエキシビションに招かれ、そこで引退を発表した。

### 引退後
2003年にプロに転向。アメリカでは「スターズ・オン・アイス」などのアイスショーで活躍。ロシアへ帰国後は、イリヤ・アベルブフ主催の「Ice Symphony」など数々のアイスショーで活躍している。
2006年にはジャパンオープンに参加。ソルトレイクシティオリンピックと同じプログラム、仮面の男を滑った。プロ転向からかなりの時間が経っており、更に股関節の状態も思わしくなく、4回転ジャンプや得意のトリプルアクセルはプログラムに組み込まれず、ジャンプの回数も6回(うち2回はコンビネーションジャンプ)と少なめであった。新ルールで滑るのはこれが最初で最後であり、ヤグディン自身もインタビューで「これがパーソナルベストだ」という冗談も飛ばしていた。
2007年7月、チタン製の人工股関節に置き換える手術を受けた。2007年8月には、競技会に復帰する計画があることを明かしたが、その後健康上の理由により断念した。
2022年4月、アレクセイ・ミーシンのコーチングスタッフとして10～11歳の生徒の指導者となったことが分かった。

## 技術・演技
4回転トウループと全種類の3回転ジャンプを跳ぶことができ、特に3回転アクセルを得意としており、当時の実況には"世界一美しいトリプルアクセル"、"世界一の高さを誇るトリプルアクセル"等と言われていた。ソルトレイクシティオリンピックと2002年世界選手権のフリーでは4回転トウループ－3回転トウループ－2回転ループを跳んだ。2000-2001シーズンのフリースケーティングで演じたプログラム「グラディエーター」では、ニコライ・モロゾフの振り付けによる斬新なトウステップを披露した。そのステップは後に彼のファンから「ヤグディンステップ」と名づけられた。技のつなぎとしてニースライダーをプログラムに盛り込んでいた。

## 人間関係

### ミーシンとの確執
元コーチのアレクセイ・ミーシンについて、ヤグディンは自叙伝で次のように振り返っている。ミーシンは国際大会で活躍するようになってからもなかなか自分に目を向けてくれなかった。1997年にウルマノフが休場すると自分の指導に集中してくれたが、エフゲニー・プルシェンコが登場するとそちらに目を向け始めた。また、自分のやり方を押し通そうとコーチに反論するヤグディンよりも、コーチに従順なプルシェンコの方が気に入ったのだろうと分析している。さらにヤグディンは、「ミーシンと僕はしばしば衝突したものの、彼を人間として嫌ったことはなかった。リンク上では独裁者のような彼も、それ以外はとても興味深く頭のいい人だった」と語っている。しかし、ヤグディンのライバルであるプルシェンコのコーチとして、ミーシンはヤグディンの評判を下げる悪口を言い続けたため、ソルトレイクシティオリンピック後の記者会見で、ヤグディンは関係者への謝辞を述べた後、ミーシンに触れて「別離の後、僕の悪口をたくさん言ってくれたことに感謝した。彼のそんな言動は、僕が厳しい練習に耐え、こうしてオリンピックチャンピオンになれた理由の一つだと説明した」。1998年スケートアメリカの期間中にヤグディンが収入の一部を小切手で手渡した際の会話が、2人がまともに話をした最後の機会だとしている。ミーシンのもとを離れるにあたって、ミーシンと親密なロシア連盟の会長から、タラソワのもとに移るならば今後はサポートをしないと宣告された、ともしている。
ミーシンとの関係修復はなされていないものの、2011年3月8日にサンクトペテルブルクで開催されたミーシンの70歳の誕生日を祝うアイスショーに、ヤグディンは同僚と共に祝賀のビデオメッセージを送っている。

### その他
プルシェンコとの関係について、ヤグディンは自叙伝で、性格面で合わずあまり親しい間柄ではなかったとしている。1998年欧州選手権では同室になりながらほとんど話をせず、ヤグディンがミーシンのもとを去ってからは一層距離ができたと振り返っている。
1998年頃、エレーナ・ベレズナヤに恋愛感情を抱いていたが、ベレズナヤのスケートのパートナーであるアントン・シハルリドゼから様々な形でブロックされた。1999年にサンクトペテルブルクで開催されたGPファイナルに合わせてプロポーズしようと婚約指輪を用意していたが、その前に気持ちが変わり、結局指輪は渡さなかった。またアトランタ五輪銀メダリストで新体操選手のヤナ・バテリシナと交際していた事もあったが「お互い自分が正しいと気が済まない」という事で破局したものの、現在でも良い友人同士であり公式のInstagramでは彼女のアカウントをフォローしている。
後輩選手達の中ではアンドレイ・グリアゼフとはグリアゼフが11歳でサンクトペテルブルクに来た頃からの友人でタラソワの元への移籍にはヤグディンが関わっており、グリアゼフの指導や2003-2004シーズンのジュニアグランプリシリーズの試合にはヤグディンがコーチとして同行していた事がある。同国の後輩であるアレクサンドル・ウスペンスキー、セルゲイ・ヴォロノフ、アルチョム・ボロデュリン、アルチョム・グリゴリエフ、アルトゥール・ガチンスキー、アディアン・ピトキーエフ、ミハイル・コリヤダ、ドミトリー・アリエフなどが好きな選手の名前でヤグディンを上げている。
ブライアン・ジュベールは熱心なヤグディンのファンとして知られており、2003-2004シーズンにシムズベリーでの合宿に参加し後にヤグディンにコーチを依頼した。17歳の時の2002年欧州選手権でヤグディンと共に表彰台に上がった時が最高の瞬間だったとフランスで発行された自伝で話している。

## 主な戦績
| 大会/年            | 1993-94 | 1994-95 | 1995-96 | 1996-97 | 1997-98 | 1998-99 | 1999-00 | 2000-01 | 2001-02 | 2002-03 |
| ------------------ | ------- | ------- | ------- | ------- | ------- | ------- | ------- | ------- | ------- | ------- |
| 冬季オリンピック   |         |         |         |         | 5       |         |         |         | 1       |         |
| 世界選手権         |         |         |         | 3       | 1       | 1       | 1       | 2       | 1       |         |
| 欧州選手権         |         |         | 6       | 5       | 1       | 1       | 2       | 2       | 1       |         |
| ロシア選手権       |         | 5       | 4       | 3       | 2       | 2       | 2       | 2       |         |         |
| GPファイナル       |         |         |         | 5       | 4       | 1       |         | 2       | 1       |         |
| GPスケートアメリカ |         |         |         | 3       |         | 1       | 1       | 2       |         | 棄権    |
| GPスケートカナダ   |         |         |         |         |         |         | 1       | 1       | 1       |         |
| GPラリック杯       |         |         |         |         | 1       | 1       | 1       | 1       | 1       |         |
| GPスパルカッセン杯 |         |         |         | 3       |         | 1       |         |         |         |         |
| GPロシア杯         |         |         |         | 2       | 1       |         |         |         |         |         |
| フィンランディア杯 |         |         |         |         | 1       |         |         |         |         |         |
| 世界Jr.選手権      | 4       |         | 1       |         |         |         |         |         |         |         |

### 詳細
| 2006-2007 シーズン |                                    |    |          |        |
| 開催日             | 大会名                             | SP | FS       | 結果   |
| 2007年4月29日      | 2007年ジャパンオープン（さいたま） | -  | 5 128.43 | 2 団体 |

| 2005-2006 シーズン |                                    |    |          |        |
| 開催日             | 大会名                             | SP | FS       | 結果   |
| 2006年5月14日      | 2006年ジャパンオープン（さいたま） | -  | 6 112.70 | 3 団体 |

| 2002-2003 シーズン    |                                                      |    |    |      |
| 開催日                | 大会名                                               | SP | FS | 結果 |
| 2003年10月24日 - 27日 | ISUグランプリシリーズ スケートアメリカ（スポケーン） | 1  | -  | 棄権 |

| 2001-2002 シーズン  |                                                        |      |    |    |      |
| 開催日              | 大会名                                                 | 予選 | SP | FS | 結果 |
| 2002年3月16日-24日  | 2002年世界フィギュアスケート選手権（長野）             | 1    | 1  | 1  | 1    |
| 2002年2月9日-21日   | ソルトレイクシティオリンピック（ソルトレイクシティ）   | -    | 1  | 1  | 1    |
| 2002年1月14日-19日  | 2002年ヨーロッパフィギュアスケート選手権（ローザンヌ） | 1    | 1  | 1  | 1    |
| 2001年12月14日-16日 | 2001/2002 ISUグランプリファイナル（キッチナー）        | -    | 2  | 2  | 1    |
| 2001年12月14日-16日 | 2001/2002 ISUグランプリファイナル（キッチナー）        | -    | 2  | 1  | 1    |
| 2001年11月14日-18日 | ISUグランプリシリーズ ラリック杯（パリ）               | -    | 1  | 1  | 1    |
| 2001年11月1日-4日   | ISUグランプリシリーズ スケートカナダ（サスカトゥーン） | -    | 1  | 1  | 1    |

| 2000-2001 シーズン  |                                                                |      |    |    |      |
| 開催日              | 大会名                                                         | 予選 | SP | FS | 結果 |
| 2001年3月17日-25日  | 2001年世界フィギュアスケート選手権（バンクーバー）             | 5    | 2  | 2  | 2    |
| 2001年2月15日-18日  | 2000/2001 ISUグランプリファイナル（東京）                      | -    | 1  | 2  | 2    |
| 2001年2月15日-18日  | 2000/2001 ISUグランプリファイナル（東京）                      | -    | 1  | 2  | 2    |
| 2001年1月22日-27日  | 2001年ヨーロッパフィギュアスケート選手権（ブラチスラヴァ）     | 1    | 2  | 2  | 2    |
| 2000年11月23日-25日 | ISUグランプリシリーズ ラリック杯（パリ）                       | -    | 1  | 1  | 1    |
| 2000年11月1日-5日   | ISUグランプリシリーズ スケートカナダ（ミシサガ）               | -    | 1  | 1  | 1    |
| 2000年10月25日-29日 | ISUグランプリシリーズ スケートアメリカ（コロラドスプリングス） | -    | 1  | 2  | 2    |

| 1999-2000 シーズン   |                                                                |      |    |    |      |
| 開催日               | 大会名                                                         | 予選 | SP | FS | 結果 |
| 2000年3月26日-4月2日 | 2000年世界フィギュアスケート選手権（ニース）                   | 1    | 1  | 1  | 1    |
| 2000年2月6日-13日    | 2000年ヨーロッパフィギュアスケート選手権（ウィーン）           | 1    | 1  | 2  | 2    |
| 1999年11月18日-21日  | ISUグランプリシリーズ ラリック杯（パリ）                       | -    | 1  | 1  | 1    |
| 1999年11月4日-7日    | ISUグランプリシリーズ スケートカナダ（セントジョン）           | -    | 1  | 1  | 1    |
| 1999年10月28日-31日  | ISUグランプリシリーズ スケートアメリカ（コロラドスプリングス） | -    | 1  | 1  | 1    |

| 1998-1999 シーズン     |                                                              |      |    |    |      |
| 開催日                 | 大会名                                                       | 予選 | SP | FS | 結果 |
| 1999年3月21日-28日     | 1999年世界フィギュアスケート選手権（ヘルシンキ）             | 1    | 2  | 1  | 1    |
| 1999年3月4日-7日       | 1998/1999 ISUグランプリファイナル（サンクトペテルブルク）    | -    | 1  | 1  | 1    |
| 1999年2月6日-13日      | 1999年ヨーロッパフィギュアスケート選手権（プラハ）           | 3    | 2  | 1  | 1    |
| 1998年11月20日-22日    | ISUグランプリシリーズ ラリック杯（パリ）                     | -    | 2  | 1  | 1    |
| 1998年11月12日-15日    | ISUグランプリシリーズ スパルカッセン杯（ゲルゼンキルヒェン） | -    | 1  | 1  | 1    |
| 1998年10月29日-11月1日 | ISUグランプリシリーズ スケートアメリカ（デトロイト）         | -    | 1  | 1  | 1    |

| 1997-1998 シーズン   |                                                           |      |    |    |      |
| 開催日               | 大会名                                                    | 予選 | SP | FS | 結果 |
| 1998年3月28日-4月5日 | 1998年世界フィギュアスケート選手権（ミネアポリス）        | 2    | 1  | 2  | 1    |
| 1998年2月8日-20日    | 長野オリンピック（長野）                                  | -    | 4  | 5  | 5    |
| 1998年1月10日-18日   | 1998年ヨーロッパフィギュアスケート選手権（ミラノ）        | -    | 1  | 1  | 1    |
| 1997年12月19日-21日  | 1997/1998 ISUチャンピオンシリーズファイナル（ミュンヘン） | -    | 6  | 4  | 4    |
| 1997年11月19日-23日  | ISUグランプリシリーズ ロシア杯（サンクトペテルブルク）    | -    | 1  | 1  | 1    |
| 1997年11月13日-16日  | ISUグランプリシリーズ ラリック杯（パリ）                  | -    | 2  | 1  | 1    |
| 1997年10月3日-5日    | 1997年フィンランディア杯（ヘルシンキ）                    | -    | 1  | 1  | 1    |

## プログラム使用曲
| シーズン  | SP                                                                   | FS                                                                           | EX |
| --------- | -------------------------------------------------------------------- | ---------------------------------------------------------------------------- | --- |
| 2002-2003 | レーシング 作曲：サフリ・デュオ                                      | 映画『仮面の男』より 作曲：ニック・グレニー＝スミス 振付：ニコライ・モロゾフ | Born To Be Wild by ステッペンウルフ                                                                   |
| 2001-2002 | ウインター 作曲：バンド 振付：タチアナ・タラソワ、ニコライ・モロゾフ | 映画『仮面の男』より 作曲：ニック・グレニー＝スミス 振付：ニコライ・モロゾフ | オーバーカム（エンシェント・ランド） 作曲：ローナン・ハーディマン                                     |
| 2000-2001 | 革命のエチュード 作曲：フレデリック・ショパン                        | 映画『グラディエーター』より 作曲：ハンス・ジマー 振付：ニコライ・モロゾフ   | スタンド・バイ･ミー by ベン・E・キングMy Baby You by マーク・アンソニー伝説のチャンピオン by クイーン |
| 1999-2000 | くるみ割り人形（モダンアレンジ） 作曲：ピョートル・チャイコフスキー  | トスカ 作曲：ジャコモ・プッチーニブロークン・アロー 作曲：ハンス・ジマー     | Come Fly With Me by バリー・マニロウSeptember Morning by Neil Diamondo                                |
| 1998-1999 | リビショニスト・テイル 作曲：アルフレート・シュニトケ                | 映画『アラビアのロレンス』より 作曲：モーリス・ジャール                      | Here Comes The Big Parade by ハリー・コニック・JrThe Prince of Rose                                   |
| 1997-1998 | ジプシーダンス                                                       | トロイカ                                                                     | マック・ザ・ナイフPlay It Again Sachmo 作曲：ルイ・アームストロング                                   |
| 1996-1997 | ルスランとリュドミラ 作曲：ミハイル・グリンカ                        | カルメン 作曲：ジョルジュ・ビゼー                                            | ワン・バナナ                                                                                          |
| 1995-1996 | くるみ割り人形 作曲：ピョートル・チャイコフスキー                    | パリの喜び 作曲：ジャック・オッフェンバック                                  | - |
| 1994-1995 | トッカータとフーガニ短調 作曲：ヨハン・ゼバスティアン・バッハ        | Hussar Medley                                                                | - |
| 1993-1994 | -                                                                    | アランフエス協奏曲 作曲：ホアキン・ロドリーゴ                                | - |

## 関連書籍
- アレクセイ・ヤグディン, リンダ・プラウズ著『オーバーカム』周地社、2005年1月、加藤まゆみランソム訳、田村明子監修、ISBN 9784990051488